# Gertrude Sandmann

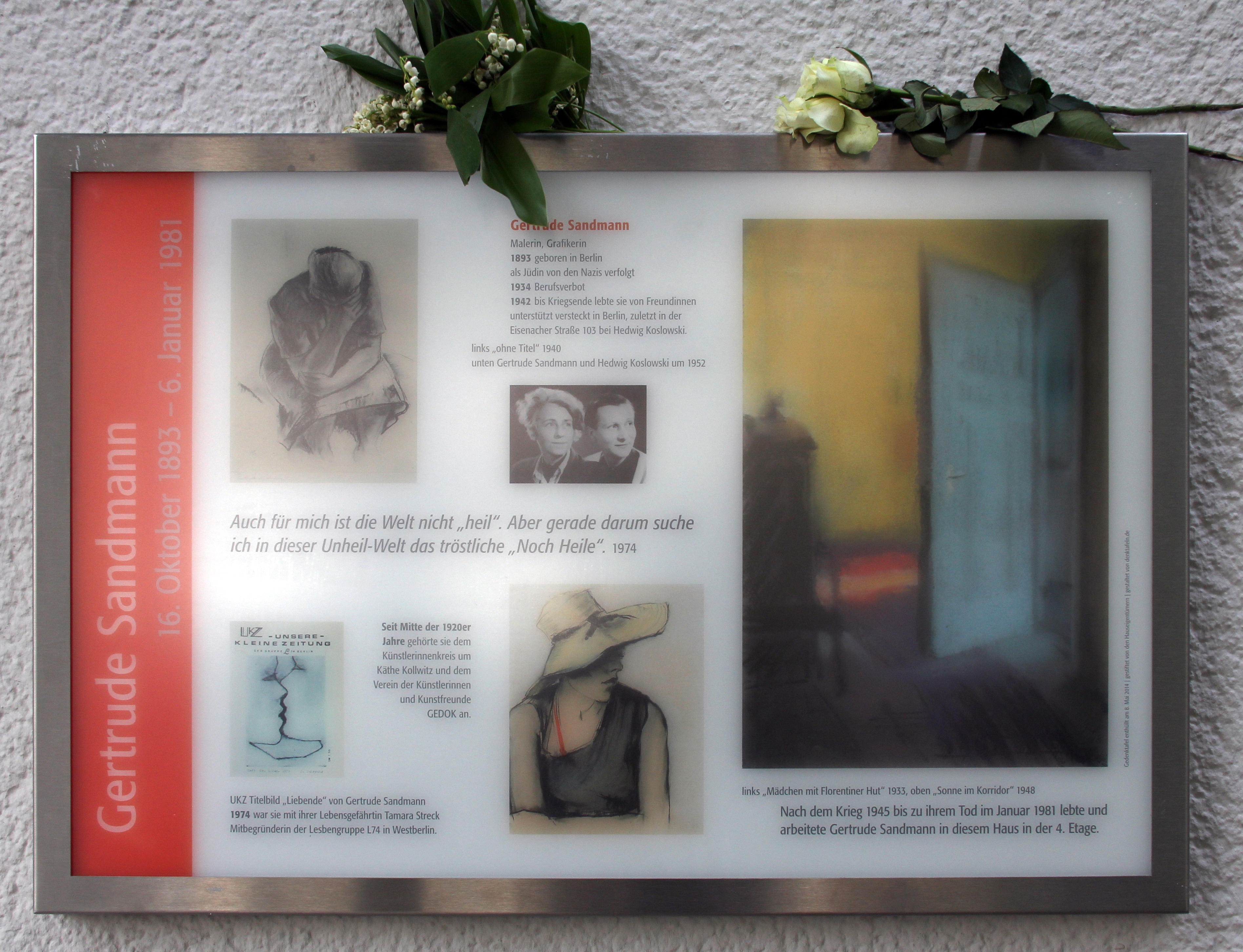
Gedenktafel am Haus Eisenacher Straße 89 in Berlin-Schöneberg

Gertrude Rosa Tusnelda Sandmann (* 16. Oktober 1893 in Berlin; † 6. Januar 1981 in Berlin-Tiergarten) war eine Berliner Künstlerin jüdischer Herkunft. Sie war Mitbegründerin der Gruppe L 74, was für „Lesbos“ bzw. „1974“ steht. Als Malerin der Moderne schuf sie graphische Arbeiten und Pastelle.

## Leben und Werk

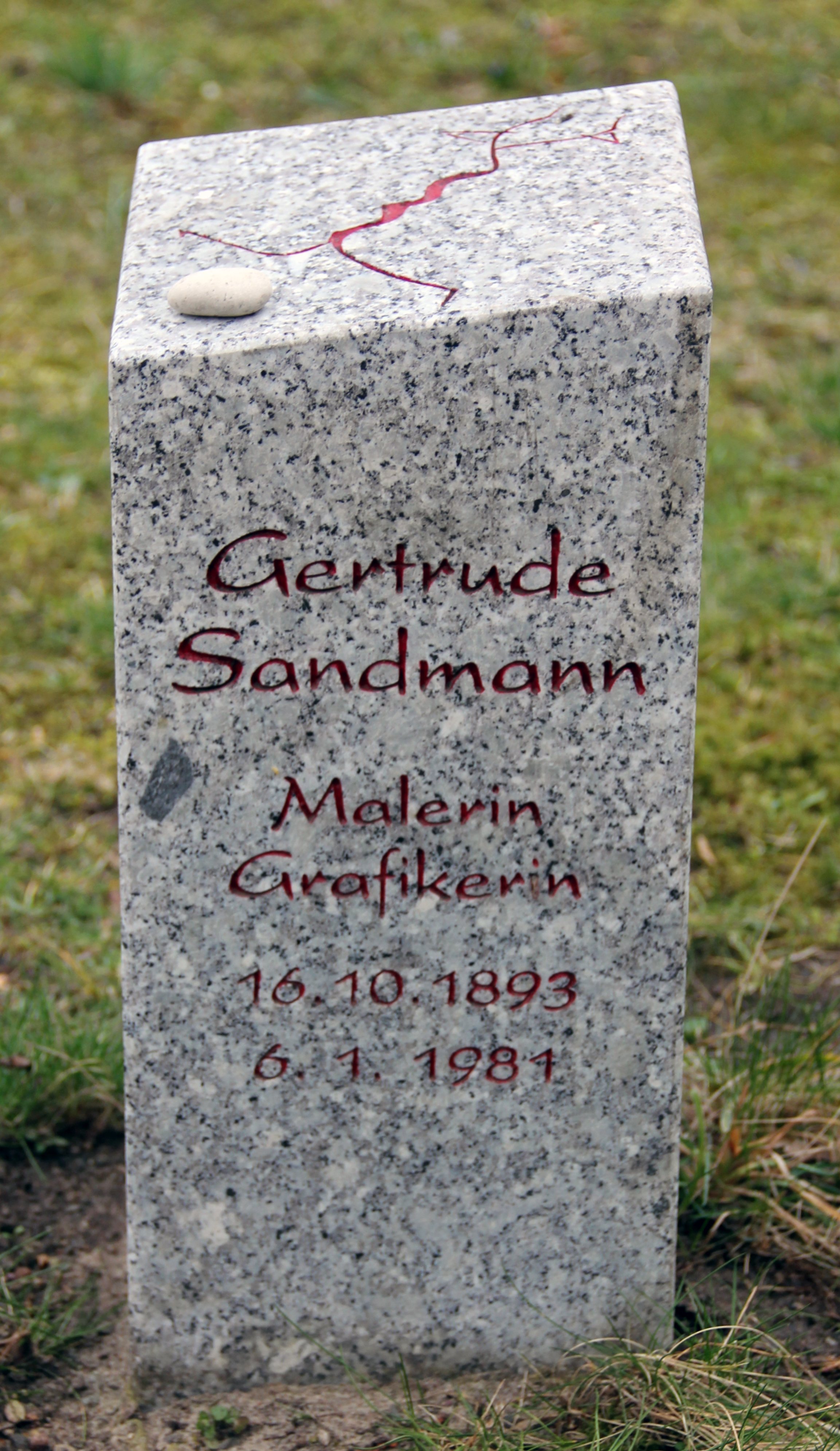
Gedenkstein auf dem Alten St.-Matthäus-Friedhof in Berlin-Schöneberg, Großgörschenstraße 12

Gertrude Sandmann, die nahezu ihr ganzes Leben in Berlin verbrachte, durfte zu ihrer Jugendzeit als Frau nicht an der Akademie der Künste in Berlin studieren und begann daher ihre Ausbildung als Künstlerin mit einem Zeichen- und Malkurs beim „Verein der Berliner Künstlerinnen“, an dem zuvor schon Käthe Kollwitz und Paula Modersohn-Becker unterrichtet worden waren und später auch als Dozentinnen arbeiteten. Von etwa 1917 an studierte sie bei Otto Kopp in München und später auch an der Akademie der Künste in Berlin, wo ab 1919 mit der Ernennung von Käthe Kollwitz zur Professorin ein Studium auch für Frauen denkbar wurde.
Sie malte und zeichnete mit Vorliebe Frauen, ehe ihr 1934 ein Berufsverbot auferlegt wurde. Im Nationalsozialismus wurde sie als jüdische und lesbische Künstlerin verfolgt, so dass sie – nachdem eine Ausreise nicht mehr möglich war – auch mit Hilfe ihrer damaligen Lebensgefährtin Hedwig Koslowski untertauchte. Am 21. November 1942 hinterließ sie der Gestapo einen Abschiedsbrief, in welchem sie ihren bevorstehenden Selbstmord ankündigte. Die mit ihr befreundete Familie Großmann nahm sie in ihrer Berliner Wohnung (Onckenstraße 11) auf und versteckte sie bis 1944. Sie konnte auch von der durch den Selbstmord ohne Leiche misstrauisch gewordenen Gestapo nicht gefunden werden. Hedwig Koslowski und die Großmanns wurden 2017 von der Gedenkstätte Yad Vashem postum als Gerechte unter den Völkern geehrt.
Nach dem Krieg begann Gertrude Sandmann wieder Werke in der Öffentlichkeit zu präsentieren, z. B. 1949 auf der Graphischen Ausstellung im Schöneberger Rathaus und im gleichen Jahr auf der Weihnachtsausstellung im Schloss Charlottenburg. Bis auf die  Große Berliner Kunstausstellung im Jahr 1958 sind keine weiteren Ausstellungen bekannt und danach nur ihre einzige bekannte Einzelausstellung im Jahre 1974 in der Galerie Vömel in Düsseldorf. Die Nachkriegszeit verbrachte sie zunächst in Berlin-Steglitz und Berlin-Zehlendorf, bis sie eine Atelierwohnung in Berlin-Schöneberg in der Eisenacher Str. 89 bezog. Dort lebte sie bis zu ihrem Tod zusammen mit ihrer Lebensgefährtin, der Akrobatin Tamara Streck (1915–1979); das gemeinsame Urnengrab des Paars existiert nicht mehr.
Gertrude Sandmann starb am 6. Januar 1981 um 10 Uhr im Franziskus-Krankenhaus in Berlin-Tiergarten im Alter von 87 Jahren.